# Estafeta 4 x 100 metros livres
4x100 metros livres é a prova de estafeta de velocidade no estilo livre da natação.
Na prova masculina, em piscina olímpica (50 metros), os EUA conseguiram manter o recorde mundial em seu poder durante uns incríveis 37 anos, entre 1963 e 2000.

## Evolução dos recordes mundiais masculino (piscina longa)
(Tabela parcial, não contém todos os recordes)
| País           | Data                 | Tempo   |
| -------------- | -------------------- | ------- |
| Hungria        | 26 de junho, 1937    | 4m10s2  |
| Alemanha       | 1 de abril, 1938     | 4m02s4  |
| Estados Unidos | 28 de agosto, 1938   | 3m59s2  |
| Estados Unidos | 19 de março, 1951    | 3m47s9  |
| Japão          | 6 de agosto, 1955    | 3m46s8  |
| Austrália      | 3 de maio, 1958      | 3m46s3  |
| França         | 10 de agosto, 1962   | 3m42s5  |
| Estados Unidos | 4 de julho, 1963     | 3m39s9  |
| Estados Unidos | 23 de agosto, 1970   | 3m28s8  |
| Estados Unidos | 22 de agosto, 1978   | 3m19s74 |
| Estados Unidos | 12 de agosto, 1996   | 3m15s11 |
| Austrália      | 16 de setembro, 2000 | 3m13s67 |
| África do Sul  | 15 de agosto, 2004   | 3m13s17 |
| Estados Unidos | 19 de agosto, 2006   | 3m12s46 |
| Estados Unidos | 11 de agosto, 2008   | 3m08s24 |

## Evolução dos recordes mundiais feminino (piscina longa)
(Tabela parcial, não contém todos os recordes)
| País              | Data                | Tempo   |
| ----------------- | ------------------- | ------- |
| Reino Unido       | 15 de julho, 1912   | 5m52s8  |
| Estados Unidos    | 29 de agosto, 1920  | 5m11s6  |
| Países Baixos     | 24 de maio, 1936    | 4m32s8  |
| Dinamarca         | 7 de agosto, 1938   | 4m27s6  |
| Hungria           | 1 de agosto, 1952   | 4m24s4  |
| Austrália         | 6 de agosto, 1960   | 4m16s2  |
| Estados Unidos    | 15 de outubro, 1964 | 4m03s8  |
| Alemanha Oriental | 30 de agosto, 1972  | 3m58s11 |
| Estados Unidos    | 31 de agosto, 1974  | 3m51s99 |
| Alemanha Oriental | 27 de julho, 1980   | 3m42s71 |
| Estados Unidos    | 28 de julho, 1992   | 3m39s46 |
| Austrália         | 14 de agosto, 2004  | 3m35s94 |
| Alemanha          | 31 de julho, 2006   | 3m35s22 |
| Países Baixos     | 26 de julho, 2009   | 3m31s72 |
| Estados Unidos    | 2 de agosto, 2025   | 3m18s48 |